# Casa de la Acción Católica (San Luis Potosí)
La Casa de la Acción Católica, ubicada en el centro histórico de la ciudad de San Luis Potosí, San Luis Potosí, México, es la sede de la Acción Católica en San Luis Potosí. El edificio es catalogado como monumento histórico por el Instituto Nacional de Antropología e Historia (INAH) para su preservación.

## Historia

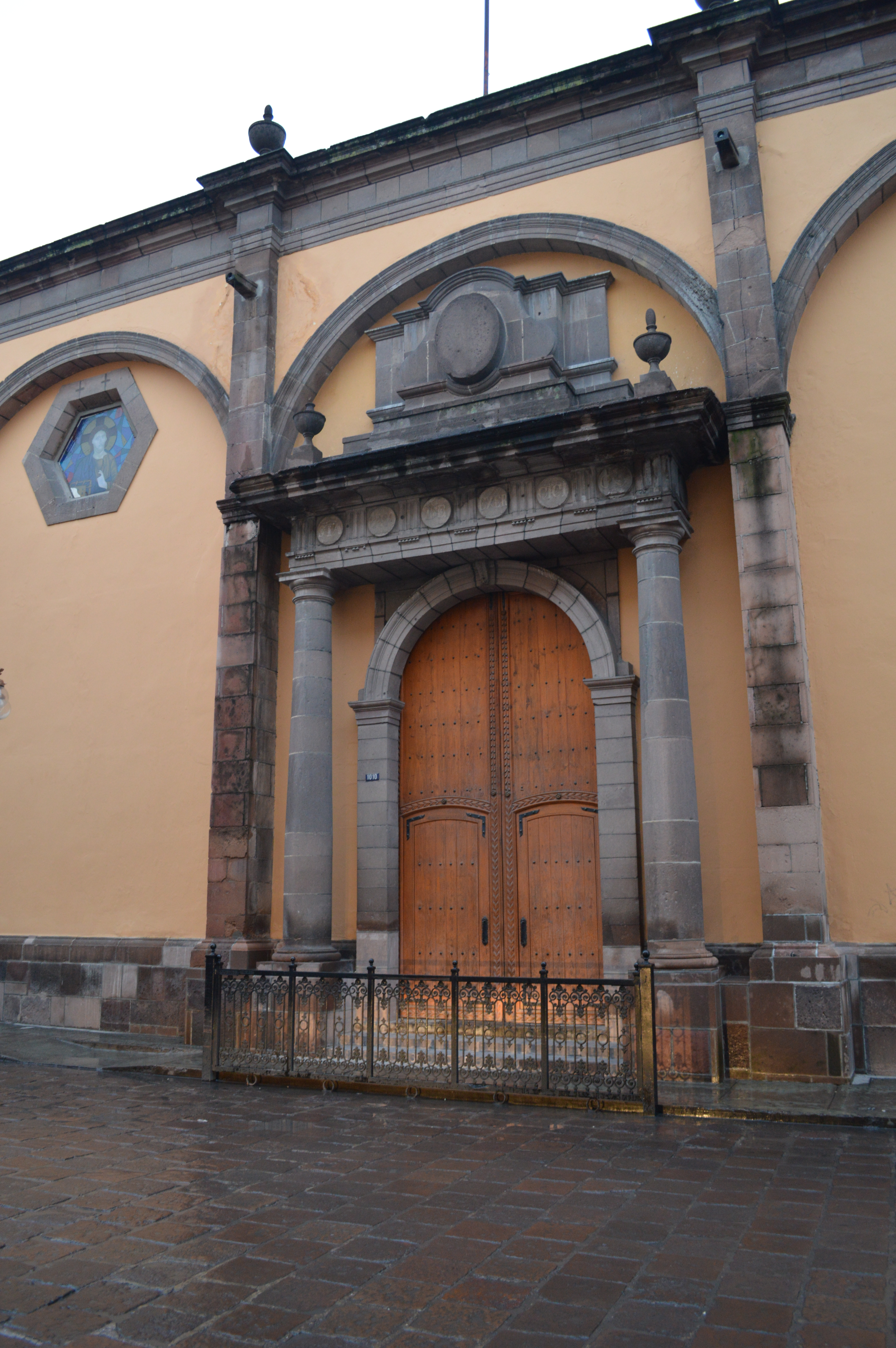
Vista de una puerta.

Rafael Villalobos en el sitio actual que ocupa la casa fundó la Casa de Ejercicios en 1831. Doña Clara Arias viuda de Cortínez, oriunda de Santa María del Río fue designada heredera de los bienes de Villalobos. Villalobos deseaba que se estableciera ahí un seminario. Arias de Cortínez solicitó al obispado que aceptara su donación para establecer un seminario. El obispo Pedro Barajas y Moreno quería aceptarla pero en ese entonces las leyes no permitían que la iglesia adquiriera bienes tan fácilmente.
Ya para 1870 había fallecido el obispo Barajas y se había decidido retomar el asunto. El licenciado Manuel del Conde consultó con el gobierno nacional para lograr obtener el edificio para la iglesia. El gobierno de Benito Juárez dijo que la desamortización de bienes eclesiásticos en México no aplicaba para las bibliotecas, escuelas y seminarios. El escribano Silvestre López Portillo se encargó de las escrituras.
La Casa de Ejercicios no era adecuada para fungir como seminario, entonces fue casi demolida por completo para construir un nuevo edificio. Se preservaron la capilla y los muros exteriores. El Señor Conde falleció y en su lugar el canónigo Nemesio Cabañas se encargó de terminar las obras. Ya para 1874 se había terminado la planta baja y se pudo instalar el seminario.
El Seminario Conciliar Guadalupano Josefino ocupó el edificio entre 1874 y 1915. Después fue sede de la Escuela Normal Mixta. Desde 1950 es sede de la Acción Católica en San Luis Potosí.